# Eolija
Eolija (grč. Αιολίς: „Aiolís“) je drevna regija koja obuhvaća sjeverozapadno obalno podučje Male Azije, te nekoliko okolnih otoka od kojih je najvažniji Lezbos. U antičko doba Eolija je graničila s Mizijom na sjeveru odnosno Lidijom na jugu. Teritorij je na prijelazu iz 2. u 1. tisućljeća pr. Kr. naselilo grčko pleme Eoljana iz Tesalije, dok su se Dorani i Jonjani naselili uz južniju obalu Egejskoga mora.

## Srodne teme
- Stara Grčka
- Eol
- Dorani
- Jonija

## Vanjske poveznice
- Eolija (enciklopedija Britannica)